# Alan Richard Schulman
Alan Richard Schulman (* 14. Januar 1930 in Brooklyn; † 20. Juli 2000 in Tel Aviv) war ein US-amerikanischer Ägyptologe.

## Leben
Er studierte am City College of New York (BA in Klassischen Sprachen und Alter Geschichte 1952). Er absolvierte ein Graduiertenstudium am Oriental Institute der University of Chicago (MA in Ägyptologie 1958). Anschließend studierte er an der University of Pennsylvania bei Rudolf Anthes (Promotion in Ägyptologie 1962). 1965 wurde er Professor für Alte Geschichte und Militärgeschichte am Queens College, City University of New York und am Graduate Center der City University of New York.

## Schriften (Auswahl)
- Military Rank, title, and organization in the Egyptian New Kingdom. Hessling, Berlin 1964.
- Ceremonial execution and public rewards. Some historical scenes on New Kingdom private stelae. Universitäts-Verlag Freiburg, Freiburg (CH) / Vandenhoeck & Ruprecht, Göttingen 1988, ISBN 3-7278-0548-X.